# Marcos Senna
Marcos António Senna da Silva (* 17. Juli 1976 in São Paulo, Brasilien) ist ein ehemaliger brasilianisch-spanischer Fußballspieler, der 2008 mit der spanischen Nationalmannschaft Europameister wurde.

## Verein
Senna begann seine Karriere bei mehreren brasilianischen Vereinen. So spielte er unter anderem für den Traditionsclub Corinthians, mit welchem er Klub-Weltmeister wurde (ohne Einsatz im Finale). Nach seinem Weggang von AD São Caetano spielte er seit 2002 beim FC Villarreal. Der Beginn seiner Karriere in Europa verlief allerdings etwas schleppend: Erst setzten ihn zwei Knieverletzungen monatelang außer Gefecht, dann wurde er 2004 wegen einer auf Kortikoide positiven Dopingprobe zwei Monate gesperrt. Senna kämpfte sich jedoch zurück und war einer der Leistungsträger im Team, als Villarreal 2005/06 ins  Halbfinale der UEFA Champions League einzog und in der Saison 2007/08 spanischer Vizemeister wurde. 2008 wurde er zudem zum besten spanischen Spieler des Jahres gekürt. Am 27. April 2008 schoss er gegen Real Betis „das beste Tor seines Lebens“ nach einem Schuss über das halbe Spielfeld. Am Ende der Saison 2011/12 stieg Senna mit Villarreal in die Segunda División ab. Dennoch hielt er dem Verein die Treue. In der Saison 2012/13 gelang ihm mit dem Gelben U-Boot der sofortige Wiederaufstieg. Anschließend verkündete er nach elf Jahren Vereinszugehörigkeit seinen Abschied vom FC Villarreal. Mit 363 Pflichtspielen war er zu diesem Zeitpunkt Rekordspieler des Klubs.
Am 13. Juni 2013 wechselte er in die USA zu New York Cosmos.

## Nationalmannschaft
Marcos Senna nahm 2006 zusätzlich zur brasilianischen die spanische Staatsbürgerschaft an, sodass er mit der spanischen Fußballnationalmannschaft an der Fußball-Weltmeisterschaft 2006 teilnehmen konnte. Senna nahm unter Trainer Luis Aragonés eine wichtige Rolle für die spanische Nationalelf ein, da er die physisch starke Absicherung der eher schmächtigen offensiv ausgerichteten Xavi, Andrés Iniesta, David Silva und Cesc Fàbregas darstellte. Senna gewann mit der Selección die EURO 2008. Für die Fußball-Weltmeisterschaft 2010 in Südafrika wurde er nicht nominiert.

## Sonstiges
Sennas Cousin ist Marcos Assunção, der u. a. für den AS Rom und die brasilianische Fußballnationalmannschaft gespielt hat.

## Titel und Erfolge

### Nationalmannschaft
- Europameisterschaft: 2008

### Verein
- FIFA-Klub-Weltmeisterschaft: 2000
- NASL: 2013, 2015

### Persönliche Auszeichnungen
- Bester spanischer Spieler 2008
- UEFA-All-Star-Team: 2008